# Le Castellet, Var
Le Castellet (occitanska: Lo Castelet) är en kommun i departementet Var i regionen Provence-Alpes-Côte d'Azur i sydöstra Frankrike. Kommunen ligger i kantonen Le Beausset som tillhör arrondissementet Toulon. År 2022 hade Le Castellet 5 992 invånare.

## Befolkningsutveckling
Antalet invånare i kommunen Le Castellet
| Referens: INSEE |